# Mickie Most
Mickie Most (20 juin 1938 – 30 mai 2003) était un producteur de musique anglais, qui a connu des succès avec notamment les The Animals, Herman's Hermits, The Nashville Teens, Donovan, Lulu, Suzi Quatro, Hot Chocolate, Arrows, Racey, CCS et le Jeff Beck Group, souvent publiés sous son propre label RAK Records label.